# King Orgasmus One

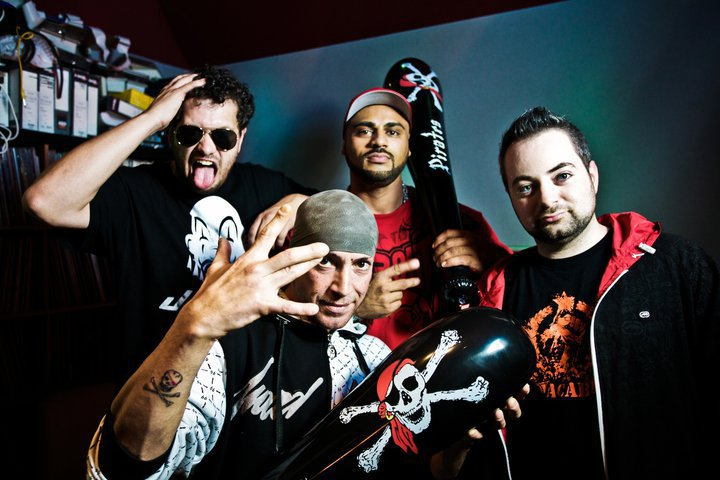
King Orgasmus One, Playboy 51, Massiv und Basstard

King Orgasmus One (* 9. Dezember 1979 in Berlin; bürgerlich Manuel Romeike) ist ein deutscher Rapper, Labelchef und Pornoproduzent. Neben diesem Pseudonym benutzt er weitere Namensvarianten.
In seinen Liedern rappt er vor allem über Partys, Drogen, Sex und Gewalt. Mehrere seiner Veröffentlichungen wurden von der Bundesprüfstelle für jugendgefährdende Medien indiziert. Er agiert in seinen Filmen als Produzent sowie Kameramann und tritt in kurzen Sketchen auf.

## Karriere

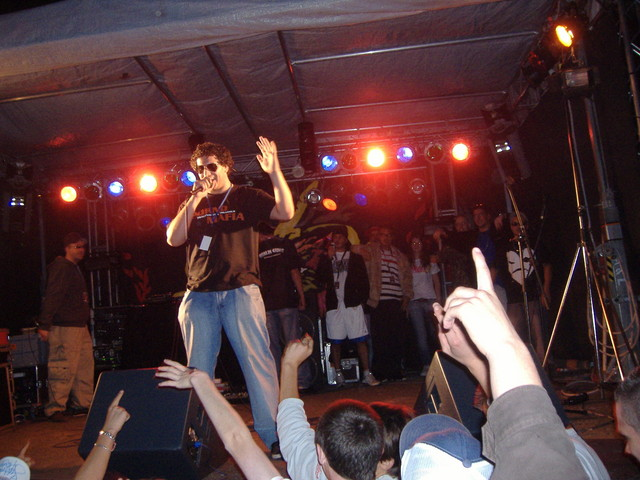
King Orgasmus One live

King Orgasmus One legte ab 1996 regelmäßig Platten als DJ auf und begann, auf die Musik zu rappen. Bis 1998 arbeitete er unter dem Pseudonym Def Bringer, anschließend als Ohrgasmus. Später wurde der Name in Orgasmus, dann Orgasmus One geändert.
Auf seinem ersten offiziellen Track ist King Orgasmus One mit seinem alten Schulkameraden Frauenarzt zu hören, der unter anderem auch sein Tape „Sexkönig“ produziert hat.
Die ersten beiden Alben von King Orgasmus One wurden bei dem Label Bassboxxx verlegt. Das zweite Album erschien unter dem Titel „Es gibt kein Battle“ (2000). Ein Jahr später verließ King Orgasmus One das Label und gründete zusammen mit Bass Sultan Hengzt, Bushido und D-Bo das Label I Luv Money Records, das sein drittes Album „Tag der Abrechnung“ veröffentlichte. Das vierte Album erschien unter dem Titel Mein Kampf – Musik für Männer. Sein fünftes mit dem Titel „Fick Mich … und halt dein Maul“ wurde von der Bundesprüfstelle für jugendgefährdende Medien indiziert. Die SPD-Politikerin Monika Griefahn (damals Vorsitzende des Medienausschusses im deutschen Bundestag) sagte im Juni 2005, dass einige Titel von King Orgasmus One und anderen deutschen Rappern „frauenfeindlich und zum Teil rechtsradikal“ seien und „voller Gewalt und Pornographie“ steckten. Außerdem forderte sie eine stärkere Kontrolle von Hip-Hop-Songs und -Videos in Radio und Fernsehen. Sein Debüt Sexkönig wurde am 19. Mai 2006 in der CD-Version des Albums wegen gewaltpornografischer Inhalte vom Amtsgericht Tiergarten beschlagnahmt. Weitere Alben Romeikes wurden der Bundesprüfstelle für jugendgefährdende Medien zur Prüfung vorgelegt und in Deutschland indiziert.
Am 6. Juli 2007 erschien King Orgasmus achtes Soloalbum La petite mort. Darauf sind Gastbeiträge, unter anderem von MC Basstard, Taktlo$$, B-Tight, Tarek von K.I.Z, Bass Sultan Hengzt und Isar, enthalten. Am 19. Oktober folgte die Veröffentlichung des Albums Currywurst mit Darm, welches der Rapper unter dem Pseudonym Imbiss Bronko aufgenommen hatte.
Vom 6. bis zum 7. Juni 2008 trat King Orgasmus One als Headliner beim ersten deutschen Porno-Rap-Festival in Philippsburg auf. Die Veranstaltung fand im SwingerClub Karree statt.
Am 1. Oktober 2009 wurde die Indizierung des Samplers Orgi Pörnchen 5 durch die Bundesprüfstelle für jugendgefährdende Medien bekanntgegeben. Romeike legte dagegen Rechtsmittel ein. Das Urteil steht noch aus. (Stand November 2018)
Am 21. September 2018 erschien King Orgasmus Ones Studioalbum Welcome to the Hood, mit dem er erstmals die deutschen Charts erreichte und Platz fünf belegte. Sein folgendes Soloalbum Manifest, das am 5. März 2021 veröffentlicht wurde, erreichte die Spitze der deutschen Albumcharts.

## Fernsehauftritt mit Alice Schwarzer
Am 10. April 2007 nahm King Orgasmus One in der ARD an einer Diskussionsrunde zu dem Thema Früher, härter, unromantischer – Sex ohne Liebe? teil. Die Diskussion fand im Rahmen der TV-Show Menschen bei Maischberger statt, wurde jedoch von Alice Schwarzer moderiert, da Sandra Maischberger sich im Mutterschaftsurlaub befand. Ursprünglich sollte Bushido an der Diskussion teilnehmen, dieser hatte jedoch abgesagt, sodass Romeike als Ersatz eingeladen wurde.
Im Verlauf der Sendung wurde Romeike mit einem seiner frauenfeindlichen Liedtexte konfrontiert und bestätigte unter anderem, dass er seit mehreren Jahren Pornofilme u. a. in Prag produziere. Die Kritik an seinen Texten konnte Romeike nicht nachvollziehen. Auf die Frage, warum er darin Frauen als fremdbestimmte Huren und minderwertige Subjekte darstelle, berief er sich auf die Freiheit der Kunst und auf Ironie, räumte aber ein, dass seiner Freundin deutschsprachige Rapmusik nicht gefalle. Schwarzers Vergleich der in den Songs geschilderten Handlungen mit erzwungenen, realen Sexualstraftaten wollte er nicht gelten lassen. Er bezeichnete seine Texte als erotisch und vertrat die Auffassung, es handele sich dabei um eine Kunst. Ziel sei das Erzeugen einer Partystimmung. Außerdem wies er darauf hin, dass sein Repertoire nicht ausschließlich auf Porno-Texte beschränkt sei. Die Verantwortung für die Radikalisierung der Texte sieht Romeike beim Verbraucher („Egal ob Musik oder Pornos – die Leute wollen immer härtere Sachen“). Auch versuchte er herauszustellen, dass Rapmusik nicht die einzige Branche sei, die Sex und Gewalt nutze, um etwas zu verkaufen.
Die Sendung im Allgemeinen und Romeikes Auftritt im Besonderen wurde in mehreren Zeitungsberichten stark kritisiert. Die Berichte brachten zum Ausdruck, dass Romeike mit der Gesprächssituation und dem Diskussionsthema offenbar überfordert gewesen sei.

## Pseudonyme
Romeike trat in vielen Songs mit unterschiedlichen Pseudonymen auf, die sich von King Orgasmus One ableiten, z. B. Orgi, Orgi69, Orgasmus, King Orgasmus. 2007 erschien Currywurst mit Darm unter dem Pseudonym Imbiss Bronko. Außerdem gab er sich auf diversen Alben die Namen Scheich Manfred, Todesbringer, DJ Irmgard, Lanola Bombalock, Raparschloch, Dicktator, Manuel Hitler und Bass Orakel.

## Privates
Aktuell lebt Romeike in Zypern. Auf seinen Migrationshintergrund angesprochen, gab er in einem Interview mit MC Bogy an, dass einer seiner Großväter Grieche war.

## Disko-/Filmografie

### Soloalben
- 2000: Sexkönig (spätere CD-Neuveröffentlichung indiziert und bundesweit beschlagnahmt)
- 2000: Es gibt kein Battle
- 2001: Tag der Abrechnung
- 2002: Mein Kampf – Musik für Männer
- 2003: Fick mich … und halt dein Maul! (indiziert)
- 2006: OrgiAnal Arschgeil (indiziert)
- 2007: La Petite Mort
- 2009: La Petite Mort 2 – Hardcore Seelenficker Edition
- 2010: La Petite Mort 2 – Moderne Sklaverei
- 2011: MILF (Mothers I Like to Fuck)
- 2013: Krieg
- 2015: Porno Rap (nur für den Verkauf in Österreich und der Schweiz bestimmt)
- 2018: Welcome to the Hood
- 2021: Manifest
- 2023: I Luv Money

### Als Imbiss Bronko
- 2007: Currywurst mit Darm
- 2008: Bronko im Kalorienreich
- 2009: Fleisch hat immer Saison
- 2009: Hunger & müde – Das Mixtape
- 2012: Fettsack 4 Life
- 2013: Love, Peace & Bockwurst

### Kompilationen
- 2001: I Luv Money (ILM Sampler Vol. 1)
- 2008: I Luv Money (ILM Sampler Vol. 2)

### Mixtapes und EPs
- 2014: Fuck Love (Limited Edition EP)
- 2015: What da Fuck (auf 1000 Stück limitiert) (Mixtape)
- 2015: Mirage Vol. 1 (mit Zahni)
- 2017: Fuck You (Limited Edition) (Mixtape 3)
- 2019: Fuck Off / MR 40 (limitiert) (Mixtape)
- 2023: Born to Fuck (limitiert)
- 2025: Ready to Fuck (Mixtape)

### Kollabo-Alben
- 1998: Demotape 030 (mit Bushido & Vader)
- 2002: Berlin bleibt hart (als Orgi 69, mit Bass Sultan Hengzt)
- 2005: Schmutzige Euros (mit Godsilla)
- 2006: Porno Mafia (mit Frauenarzt, indiziert und bundesweit beschlagnahmt[9])
- 2007: Schmutzige Euros 2 (mit Godsilla)
- 2010: Rap aus Berlin (als Orgasmus, mit Mach One)
- 2011: Folterkeller der Zombienutten (als Orgasmus, mit Schwartz)
- 2019: Porno Mafia – Kings of Bass (als Orgasmus, mit Frauenarzt)
- 2023: Back in Bass (als Orgasmus, mit Frauenarzt – Gratis EP für alle Konzertbesucher der "Back in Bass Tour 2023/2024")

### Soundtracks/Sampler (OST)
- 2003: Orgi Pörnchen – Soundtrack (indiziert und bundesweit beschlagnahmt)
- 2004: Orgi Pörnchen 2 – Soundtrack (indiziert)
- 2005: Orgi Pörnchen 3 – Soundtrack (indiziert)
- 2006: Orgi Pörnchen 4 – Soundtrack
- 2008: Orgi Pörnchen 5 – Soundtrack (indiziert)
- 2012: Orgi Pörnchen 6 – Soundtrack (indiziert)
- 2013: Orgi Pörnchen 7 – Soundtrack (Verkauf ab 18 Jahre)

### Greatest Hits/Best-ofs
- 2005: Alles nur aus Liebe (A.N.A.L.) – Orgi's Greatest Hits
- 2006: I Luv Money – Promo Vinyl (6 unveröffentlichte Tracks)
- 2008: Liebe ist schön – Best Of (indiziert[10])
- 2008: Best of Pörnchen (indiziert[10])
- 2010: Fremdgehen (Gastparts)
- 2011: Fremdgehen 2 (Gastparts)
- 2012: Fremdgehen 3 (Gastparts)

### Musikvideos
- 2003: Orgi Pörnchen 1 – Hip Hop ist Sex … Sex aus Berlin
- 2003: Orgi on Tour 1 – Live Unzensiert
- 2004: Orgi on Tour 2 – Hängengeblieben auf Groupies
- 2005: Orgi Pörnchen 2 – Das Auge fickt mit
- 2005: Orgi Pörnchen 3 – Atzenträume werden wahr
- 2005: Orgi on Tour 3 – Berlin bleibt hart
- 2005: Alles nur aus Liebe (A.N.A.L.)
- 2005: Analyse – Mit der Lupe aufs Arschloch
- 2006: Orgi Pörnchen 4 – Liebe auf den ersten Fick
- 2007: Orgi on Tour 4 – Hängengeblieben auf Meeresfrüchte
- 2007: Access All Areas (inklusive Porno Mafia Live)
- 2007: Orgistyle
- 2007: Orgianal Arschgeil
- 2009: Orgi Pörnchen 5
- 2010: Orgasmus on Tour
- 2011: Orgi Pörnchen 6 – Fickbratzen aus Berlin
- 2011: Orgasmus on Tour 2 – Die Rückkehr
- 2011: Access All Areas 2
- 2012: Orgi Pörnchen 7 – Die total verrückte Reise ins Arschloch
- 2020: Orgi Pörnchen 8 – Die Streamer
- 2024: Muchachos (mit Dadash069 & Mehmet Meth)

### Gastbeiträge
- 1999: West-Berlin Untergrund, Auf Der Jagd und Prolletik Poetik auf Demotape von Bushido
- 1999: Ost-West Konflikt auf B.C. von Frauenarzt
- 2000: Rap ist Out, Spermanal & Booty Shake Party auf Tanga Tanga Vol.1 von Frauenarzt
- 2002: Drogen, Sex & Gangbang auf Carlo Cokxxx Nutten von Bushido
- 2002: Frauenfeinde auf Hassmonsta von Kaisaschnitt
- 2003: Dr.Kaisaschnitt auf Das Massengrab – Die Spur führt in den Wald... von Kaisaschnitt (Indiziert)
- 2003: Highjack & Casino (RMX) auf Rap braucht kein Abitur von Bass Sultan Hengzt
- 2004: Du bist ein … & Alles das was ihr nicht habt auf Übertalentiert von Godsilla
- 2004: Nuttenmörda auf Untergrundsampla Nr.1 von Splater Connection (Beschlagnahmt)
- 2005: Battle Dies und Das auf Rap braucht immer noch kein Abitur von Bass Sultan Hengzt
- 2005: Posse Track auf "Das ist für die Atzen" von DJ Korx
- 2006: Berlin Macht Welle, Überstars & Pornoboss Shit auf Massenhysterie von Godsilla
- 2006: 1001 Nacht auf Berliner Schnauze von Bass Sultan Hengzt
- 2006: Gruftinutte auf Geschäft ist Geschäft von Frauenarzt
- 2007: Alle Grölen auf Ghetto Romantik von B-Tight
- 2007: Einzelkampf (Orgis Advocate) auf Schmetterlingseffekt von Bass Sultan Hengzt
- 2008: Bizz Action Drive auf Südberlin Maskulin von Fler und Silla
- 2009: Profiliga auf Auf Die Harte Tour von Dr. Faustus und SDBY
- 2009: Fick die Welt auf Zahltag von Bass Sultan Hengzt
- 2010: Leichenteile auf Hurensohn Holocaust Zero von Schwartz
- 2011: Run Johnny Run auf Christoph Alex von Favorite
- 2011: Koksen ist Scheiße auf Urlaub fürs Gehirn von K.I.Z
- 2011: Alarmstufe Koks auf Ein Herz für Drogen von Herzog
- 2012: Amor & Psyche auf Salz In Offene Wunden von Pint Eastwood
- 2012: Der Kleine Mann auf Doom Rap von Blokkmonsta
- 2012: Männerabend auf AYMF (Premium und Deluxe Edition) von Bushido
- 2013: Booty Shake Party 2 auf Tanga Tanga Vol. 3 von Frauenarzt
- 2014: Ohrwurm 2 auf Anti_Chri2t von Kaisaschnitt
- 2014: Chrom auf Der Hinnige von Drexor
- 2015: Femicide auf Pure Rawness von Brawl Between Enemies
- 2017: Fick Mutter auf Blockchef von Silla
- 2018: Amor & Psyche RMX auf Khaosophia von Pint Eastwood
- 2021: Der letzte Berliner auf Unsterblich von Silla

### Sonstige
- 2008: Friss dich voll (mit Vorkkkone & Darn Sherman) (Juice-Exclusive! auf Juice-CD #89)
- 2009: MFG (Mit Füßen getreten) (mit Marteria) (Juice Exclusive! auf Juice-CD #100)
- 2013: Ein Atze kommt selten allein (mit Frauenarzt, Manny Marc, Fler, Smoky, Vapeilas, Major McFly, Kid Millennium, MC Bogy, Medizin Mann, MC Basstard, Blokkmonsta, Prinz Pi, Serk, She-Raw und DJ Reckless) (Juice Exclusive! auf Juice-CD #115)